# Liste der Monuments historiques in Leimbach
Die Liste der Monuments historiques in Leimbach führt die Monuments historiques in der französischen Gemeinde Leimbach auf.

## Liste der Bauwerke
| Bezeichnung                | Beschreibung                                                                                     | Standort                      | Kennzeichnung | Schutzstatus | Datum | Bild           |
| -------------------------- | ------------------------------------------------------------------------------------------------ | ----------------------------- | ------------- | ------------ | ----- | -------------- |
| Ruine der Kirche St-Blaise | im 18. Jahrhundert erbaut, mit Teilen eines Vorgängerbaus aus dem 12. Jahrhundert; 1917 zerstört | 140 rue de Rammersmatt (Lage) | PA00085504    | Classé       | 1924  | weitere Bilder |

## Liste der Objekte
| Bezeichnung                     | Beschreibung                                                 | Standort                         | Kennzeichnung | Schutzstatus | Datum | Bild |
| ------------------------------- | ------------------------------------------------------------ | -------------------------------- | ------------- | ------------ | ----- | ---- |
| Blasius-Reliquiar               | Reliquienschrein; Holz, und Metall, vergoldet, 1686          | in der Kirche St-Blaise (Lage)   | PM68001476    | Inscrit      | 1995  |      |
| Skulptur Madonna mit Kind       | Sandstein, farbig gefasst, erste Hälfte des 15. Jahrhunderts | in der Kapelle Notre-Dame (Lage) | PM68000226    | Classé       | 1984  |      |
| Skulptur Madonna mit Kind       | Holz, vermutlich aus der Mitte des 15. Jahrhunderts          | in der Kirche St-Blaise (Lage)   | PM68000237    | Classé       | 1984  |      |
| Reliquienbüste Heiliger Blasius | Holz, farbig gefasst und vergoldet, 16. Jahrhundert          | in der Kirche St-Blaise (Lage)   | PM68000238    | Classé       | 1984  |      |